# 건 (정위)
건(建, ? ~ ?)은 전한 중기의 관료이다. '건'은 이름자로, 성씨는 알 수 없다. 판본에 따라서는 정(廷)으로 기록되어 있기도 한데, 이를 연(延)의 오자로 보는 한편 『정절선생진류범사운비』(貞節先生陳留范史雲碑)의 기록을 따라 범연(范延)과 동일인물로 보는 의견도 있다.

## 행적
건원 4년(기원전 137년), 정위에 임명되었다.

## 출전
- 반고, 《한서》권19하 백관공경표 下
- 《정절선생진류범사운비》(貞節先生陳留范史雲碑) [채옹, 《채중랑집》 권2에 인용]

| 전임 천 | 전한의 정위 기원전 137년 ~ 기원전 136년? | 후임 무 |